# Sergej Krasjoek
Sergej Oleksandrovitsj Krasjoek  (Oekraïens: Сергій Олександрович Красюк) (Kiev, 17 november 1961) is een Sovjet-Oekraïens zwemmer.

## Biografie
Krasjoek won tijdens de Olympische Zomerspelen van 1980 in eigen land de gouden medaille op de 4x200 m vrije slag en de zilveren medaille op de 4x100 m wisselslag. Op beiden estafettes kwam Krasjoek alleen in actie in de series, de spelen van 1980 waren de eerste waarbij de zwemmers uit de series ook een medaille ontvingen.

## Internationale toernooien
| Jaar | Olympische Spelen | Wereldkampioenschappen | Europese kampioenschappen           |
| ---- | --- | --- | ----------------------------------- |
| 1978 | | 2e 4x200 m vrije slag Krasjoek zwom enkel de series 9e 4×100m wisselslag                                                                            |                                     |
| 1979 | | |                                     |
| 1980 | 6e 100m vrije slag · 4x200 m vrije slag · Krasjoek zwom enkel de series · 4x100 m wisselslag · Krasjoek zwom enkel de series | |                                     |
| 1981 | | | 100m vrije slag · 4×100m wisselslag |
| 1982 | | 27e 100m vlinderslag · 4x100 m vrije slag · 4x200 m vrije slag · Krasjoek zwom enkel de series · 4x100 m wisselslag · Krasjoek zwom enkel de series |                                     |
| 1983 | | | 4×100m vrije slag                   |